# Hellmuth Stachel
Hellmuth Stachel (* 6. Oktober 1942 in Graz) ist ein österreichischer Mathematiker und Professor für Geometrie an der Technischen Universität Wien. Er ist wegen seiner Beiträge zu Geometrie, Kinematik und CAD bekannt.

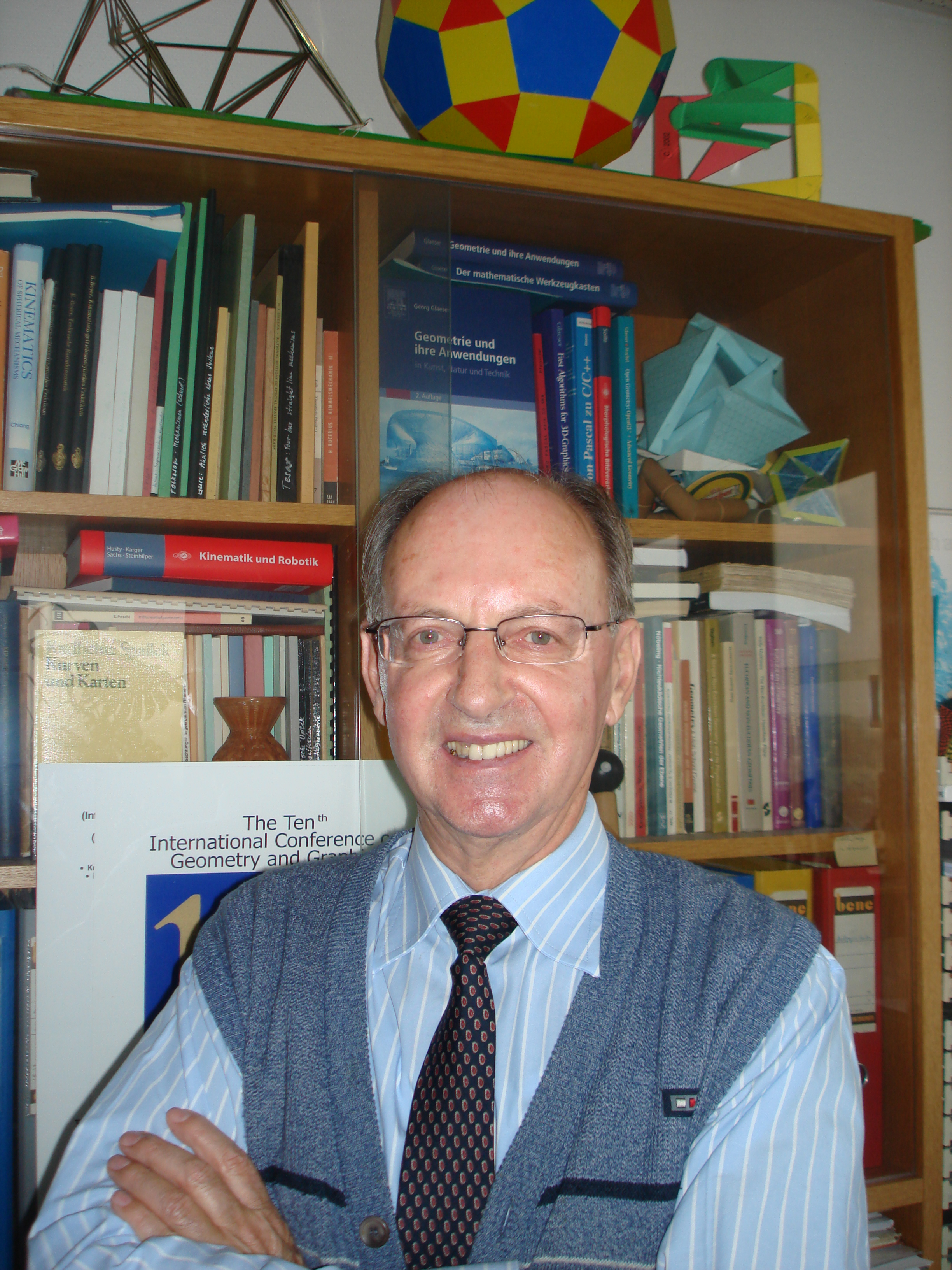
Hellmuth Stachel 2009 in seinem Büro an der Technischen Universität in Wien

## Leben
Seine Eltern waren Volksschullehrer. Sein Vater ist einige Monate nach seiner Geburt als Soldat ums Leben gekommen. Nach dem Besuch der Volksschule in Trofaiach und des Bundes-Realgymnasiums in Leoben studierte er an der Universität Graz Mathematik und an der Technischen Universität Graz Darstellende Geometrie und promovierte 1969 bei Fritz Hohenberg zum Dr. phil. in Mathematik, Astronomie und Philosophie. 1971 habilitierte er sich an der Technischen Universität Graz. Als Nachfolger von Heinz Horninger war Hellmuth Stachel von 1979 bis 1980 Universitätsprofessor für Geometrie an der Montanuniversität Leoben. 1980 wurde er als Ordentlicher Professor an die Technische Universität Wien berufen. Professor Stachel ist seit 1966 verheiratet und hat zwei erwachsene Kinder.
Hellmuth Stachel war zwei Mal als Gastprofessor in China, und zwar im August 1984 an der South China University of Technology in Guangzhou und im Oktober 1989 an der Tongji University in Shanghai.
Professor Stachel übernahm auch Aufgaben in der International Society for Geometry and Graphics (ISGG). Im Jahre 1990 wurde er zum Vorsitzenden der Gesellschaft gewählt und ab 1994 war er Vize-Präsident der Gesellschaft. 1996 schuf er eine internationale wissenschaftliches Zeitschrift, das Journal for Geometry and Graphics und ist seither einer der leitenden Redakteure. Das Anliegen dieser Zeitschrift ist es, die wissenschaftliche Forschung, Lehre und Methodik im Bereich der geometrischen Grafik durch Verbreitung neuer Ergebnisse zu fördern.
Seine Emeritierung erfolgte zum 1. Oktober 2011.

## Forschung

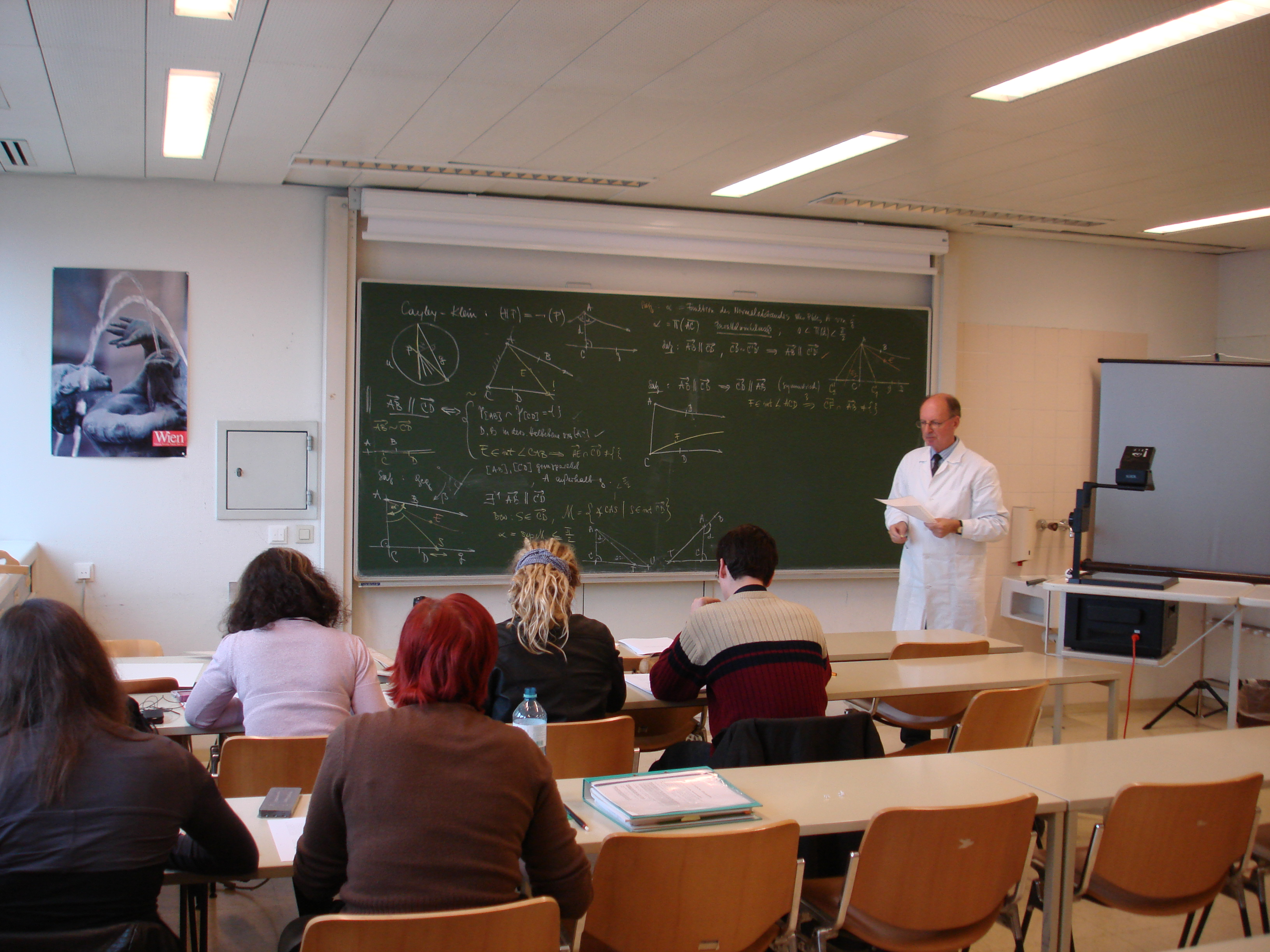
Professor Hellmuth Stachel hält einen Vortrag über Nichteuklidische Geometrie an der Technischen Universität Wien am 17. November 2009

Hellmuth Stachel schrieb drei Fachbücher (in Zusammenarbeit mit anderen Gelehrten) und etwa 120 wissenschaftliche Artikel über klassische und darstellende Geometrie, Kinematik und Computer Aided Design. Er studierte flexible Polyeder im Euklidischen Raum und im Lobatschewski-Raum.

## Auszeichnungen und Preise
1991 wurde Hellmuth Stachel zum korrespondierenden Mitglied der Österreichischen Akademie der Wissenschaften gewählt. 1993 erhielt er den „deutsch-österreichischen Universität-Software Award“ für die Entwicklung von CAD-3D-Bildungsprogrammen, 2004 den Steve M. Slaby Award. Am 1. November 2010 wurde Hellmuth Stachel Ehrendoktor der Technischen Universität Dresden.

## Schriften
Bücher
- G. Glaeser, H. Stachel: Open Geometry: OpenGL + Advanced Geometry. Springer, New York 1999, ISBN 0-387-98599-9.
- T. Arens, F. Hettlich, Ch. Karpfinger, U. Kockelkorn, K. Lichtenegger und H. Stachel: Mathematik. Spektrum, Heidelberg 2008, ISBN 978-3-8274-1758-9.
- T. Arens, F. Hettlich, Ch. Karpfinger, U. Kockelkorn, K. Lichtenegger und H. Stachel: Arbeitsbuch Mathematik. Spektrum, Heidelberg, 2009, ISBN 978-3-8274-2123-4.

Artikel über flexible Polyeder
- H. Stachel: Flexible octahedra in the hyperbolic space. In: András Prékopa (Hrsg.), Emil Molnár (Hrsg.): Non-Euclidean geometries. János Bolyai memorial volume. Springer, New York 2006, ISBN 0-387-29554-2, S. 209–225 (Mathematics and its Applications Band 581).
- H. Stachel: Flexible cross-polytopes in the Euclidean 4-space. In: Journal for geometry and graphics. Band 4, Nr. 2, 2000, ISSN 1433-8157, S. 159–167 (emis.de).
- H. Stachel: Higher order flexibility of octahedra. In: Periodica mathematica Hungarica. Band 39, Nr. 1–3, 2000, ISSN 0031-5303, S. 225–240, springerlink.com (PDF; 0,65 MB)